# Гражданство Азербайджана
Гражданство Азербайджана — гражданство Республики Азербайджан, нормы которого регулируются законом о гражданстве Азербайджанской Республики. Гражданином Азербайджанской Республики считается лицо, которое имеет с Азербайджанским государством политическую и правовую связь, а также взаимные права и обязанности.

## История
Впервые понятие азербайджанское гражданство появилось при Азербайджанской Демократической Республике. Положение о гражданстве было принято 23 августа 1918 года, и действовало до принятия закона в следующем году. Закон об азербайджанском гражданстве был принят 11 августа 1919 года парламентом Азербайджанской Демократической Республикой. Закон включал правила и нормы определения, предоставления и утраты гражданства. Согласно первому пункту первой статьи закона, независимо от национальности и религии, все граждане бывшей Российской империи, которые сами или их родители родились на территории Азербайджанской Демократической Республики, считались гражданами АДР. Закон располагал соответствующим положением, согласно которому все люди, принявшие гражданство Азербайджанской Демократической Республики должны были принести клятву верности.
Закон утратил свою силу в день падения Азербайджанской Демократической Республики, 28 апреля 1920 года.
Согласно Конституциям Азербайджанской ССР 1927, 1937, 1978 годов граждане Азербайджанской ССР одновременно являлись гражданами СССР.

## Текущие положения
Действующий закон о гражданстве Азербайджанской Республики принят 30 сентября 1998 года. В закон были внесены поправки в 2005, 2008, 2014, 2015, 2017 и 2018 годах.
30 августа 1999 года утверждено Положение о правилах рассмотрения вопросов гражданства Азербайджанской Республики. В данное положение также были внесены поправки 2006, 2008, 2009, 2010, 2015, 2016 и 2017 годов.

### Право на гражданство
Согласно ст. 52 Конституции АР каждое лицо, родившиеся на территории Азербайджана или одним из родителей которого является гражданин АР, является гражданином АР.
В соответствии со ст. 53 Конституции АР Гражданин Азербайджанской Республики не может быть лишен гражданства Азербайджанской Республики (за исключением установленных законом случаев его утраты).
Согласно ст. 10 закона о гражданстве, Азербайджан не признаёт за своими гражданами двойное гражданство, за исключением случаев, указанных в международных договорах, ратифицированных Республикой Азербайджан.

### Приобретение гражданства
Независимо от оснований приобретения гражданства АР, оно является равным для всех.
Все лица, которые являлись гражданами АР до вступления в силу закона от 30 сентября 1998 года, не являлись гражданами АР до 1 января 1992 года, но были прописаны на территории АР, а также беженцы, которые заселились на азербайджанской территории с 1988 по 1992 годы, считались гражданами Азербайджанской Республики на момент принятия действующего закона.
Ребёнок, который родился на территории АР, родители которого не имеют гражданства, является гражданином АР. Также ребёнок, который родился на территории АР и родители которого неизвестны, является гражданином АР.

### Прием в гражданство
Лица, не имеющие гражданства, а также иностранцы, которые на протяжении 5 лет проживают на территории Азербайджана и владеют государственным языком АР, независимо от расовой и национальной принадлежности, происхождения, политических и иных убеждений, по личной просьбе могут быть приняты в азербайджанское гражданство.

### Необходимые документы
Для получения гражданства Азербайджанской Республики, требуются следующие документы:
- автобиография
- заявление на имя Президента АР
- 4 фотографии размером 3x4 см
- справка с места жительства о составе семьи
- квитанция об оплате государственной пошлины
- свидетельство о знании государственного языка АР
- разрешение на постоянное проживание на территории АР
- удостоверение личности
- справка об источнике дохода[16]